# 桃山晴衣
桃山 晴衣（ももやま はるえ、1939年6月22日 - 2008年12月5日）は三味線シンガーソングライター。本名鹿島晴江。東京生まれ。
6歳より三味線を習い始める。古曲宮薗節を継承しながら、家元制に縛られた邦楽の中で生きるのではなく、うたと、歌が生きている情況そのものを創造することに努めた。平安時代末期の歌謡集『梁塵秘抄』の蘇生をライフワークとし、日本の音、日本の音楽を追求し続けた。

## 略歴
- 1960年、芸と文化を考える「於晴会」を結成し、機関誌「桃之夭夭」を発行。
- 1961年、小唄や端唄など、日本の古い流行歌の復元を研究してきた父親・鹿島大治の支援で、桃山流を創立し家元となる。文化文政の頃の流行歌の復元曲などを発表する。
- 1963年、古曲宮園節に入門。人間国宝四世宮園千寿唯一の内弟子となり、十七年にわたって師事する。
- 1974年、桃山流家元をやめ、古典を継承しながら、各地のわらべうた、子守唄、古謡などの調査に加え、添田知道に明治・大正演歌を学ぶ。添田知道の最後の弟子と言われている。このころ、落語とのコラボレーションや現代小説の語りなど、邦楽の新しい試みをさまざまに始めた。
- 1981年、「梁塵秘抄」を三味線の弾き語りで現代によみがえらせ、一年半の全国ツアーを行う。また翌年、パリで七回にわたって「梁塵秘抄」コンサートをもち、パーカッショニスト、土取利行と出会う。
- 1987年、土取利行とともに、「立光学舎」を設立し、「立光学舎フェスティバル」を十年間開催。
- 1992年、石川鷹彦（ギター）、菊地雅志（尺八）、古田りんず（シンセサイザー）とバンドMOMOを結成。
- 1997年、古代末期から中世の女性芸能史に関わるに史実や物語を題材に、うたものと語りものを融合させた「今様浄瑠璃」三部作、「照手姫」「浄瑠璃姫」「夜叉姫」を発表。
- 2008年、胸部腫瘍のため愛知県日進市の病院にて死去。没年69歳。

## ディスコグラフィー
- 「弾き詠み草」1979 ビクターレコード（共演／坂本龍一）
- LP「遊びをせんとや生まれけん 梁塵秘抄の世界」1981 ビクターレコード（共演／石川鷹彦、宮内庁雅楽部ほか）
- LP「鬼の女の子守唄」1986 ビクターレコード（共演／ハムザ・エル・ウッディーン）
- CD「林雪」1989 立光学舎レーベル
- CD「夢二絃唱」1989 立光学舎レーベル（共演／土取利行）
- CT「伝でん奥美濃ばなし」1990 立光学舎レーベル
- CD「わらべうた」1996 立光学舎レーベル（共演／土取利行、立光地区児童）
- CD「うたづくし 小唄・端唄」1999 立光学舎レーベル
- CD「梁塵秘抄の世界2｣2000 立光学舎レーベル

## 著作
- 『恋ひ恋ひて・うた三絃』筑摩書房、1986年8月。ISBN 4-480-87090-3。
- 『梁塵秘抄 うたの旅』青土社、2007年1月。ISBN 4-7917-6310-6。
- 『にんげんいっぱいうたいっぱい 日本の音はどこへ行く』工作舎、2016年6月。ISBN 978-4-87502-473-6。